# 德雷尼察屠杀
德雷尼察屠杀是塞尔维亚特别警察部队在科索沃中部德雷尼察地区对科索沃阿族平民犯下的一系列屠杀。
根据人权观察的说法，1998-1999年科索沃战争期间，德雷尼察地区的虐待行为“非常普遍，全面的描述超出了本报告的范围”。主要暴行发生在1998年2月至3月期间，发生在齐雷斯，利科沙内和普雷卡兹，以及在北约轰炸南斯拉夫期间（1999年3月至6月），发生在伊兹比卡，雷扎拉，波克莱克和斯塔诺奇卡托沃的村庄。

## 背景
德雷尼察是科索沃中部的一个丘陵地区，几乎全是阿尔巴尼亚族人居住。该地区的居民有抵抗外来势力的悠久传统，可以追溯到奥斯曼帝国在巴尔干半岛的统治时期。德雷尼察地区的村庄是科索沃解放军的诞生地，该部队于1996年开始在德雷尼察武装行动。到1997年，由于科索沃解放军的存在，科索沃的阿尔巴尼亚人开始称德雷尼察为“解放区”。

## 在1998年的大屠杀
1998年1月，塞尔维亚特别警察开始突袭德雷尼察与科索沃解放军有联系的村庄。在2月28日至3月5日之间，警察使用装甲车和直升机对奇雷兹、利科沙内和普雷卡兹村进行了多次军事式袭击。虽然科索沃解放军在这些攻击中参与了战斗，但政府军向妇女、儿童和其他非战斗人员开火。
在2月28日和3月1日，特种部队响应科索沃解放军的伏击，袭击了邻近的两个村庄奇雷兹和利科沙内。这些部队包括直升飞机、装甲车、迫击炮和机关枪，它们在没有警告的情况下转向这两个村庄的平民。在齐雷兹和利科沙内大屠杀中，共有24名平民丧生。不到一周后，3月5日，特别警察袭击了附近的普雷卡兹村- -科索沃解放军领导人阿德姆·贾沙里的家。贾沙里和他的全家都被杀了，包括妇女和儿童。袭击和随后发生的战斗造成83名村民死亡，其中包括至少24名妇女和儿童。
总共有83名科索沃阿尔巴尼亚人被杀。死者中有老人，至少24名妇女和儿童。许多受害者是在近距离被枪杀的，这意味着草率处决，后来目击者的报告证实了这一点。
1998年3月3日，约5万人聚集在利科沙内村，为24名德雷尼察大屠杀受害者举行葬礼。这些屠杀在一定程度上要为科索沃阿尔巴尼亚人的激进化负责，并帮助巩固了反对贝尔格莱德统治的武装力量。许多原先認同易卜拉欣·鲁戈瓦非暴力政治思想的阿爾巴尼亞族人，在屠殺事件過後轉而认为武装叛乱是获得独立的唯一途径，並决定加入科索沃解放军。
大屠杀标志着科索沃战争的开始。1998年2月28日以后，战斗变成了武装冲突。一旦武装冲突爆发，前南斯拉夫问题国际刑事法庭就参与其中。3月10日，前南问题国际法庭宣布其“管辖范围涵盖科索沃最近发生的暴力事件”。

## 在1999年的大屠杀
随后发生了三个月的恐怖活动，塞族警察和在军队支持下的准军事部队为了摧毁科索沃解放军及其支持基地，一村又一村地袭击并清除了平民。成年男子被集体拘留，数百人被处决。杀戮并不限于被认为是潜在战斗人员的人。同先前发生的屠杀一样，同科索沃解放军有联系的人的家庭的妇女和儿童也被杀害。
 — 人权观察的报告

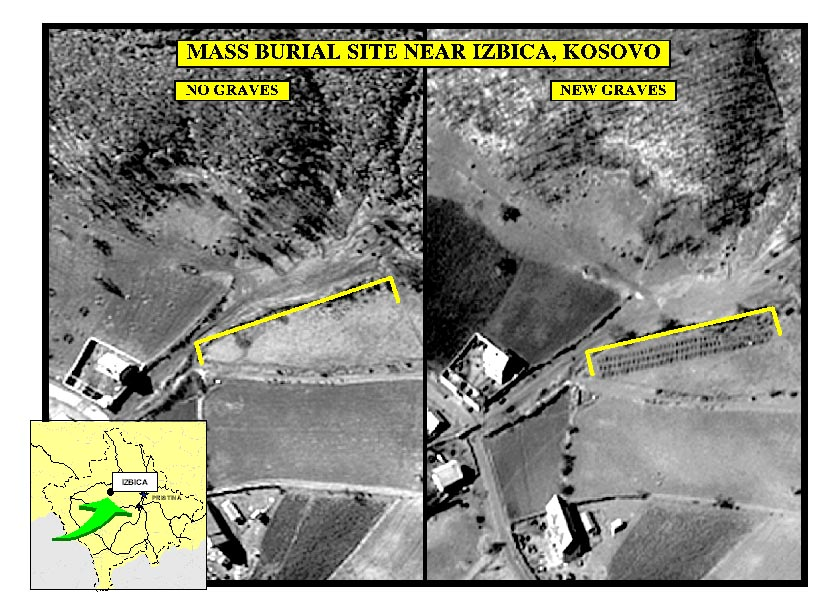
德雷尼察地区伊兹比卡大屠杀新集体埋葬地点的卫星图像。

1999年3月19日至6月15日，在德雷尼察的政府军对科索沃的阿尔巴尼亚人进行了种族清洗，包括即审即决和任意处决、拘留、殴打、抢劫和摧毁学校、医院和其他民用设施。”
格洛戈瓦茨是科索沃解放军在德雷尼察的一个据点，受到这场运动的严重打击。在格洛戈瓦茨附近的一个村庄，南斯拉夫部队处决了两名男子和其中一名男子的家属，因为他们与科索沃解放军有联系。在47名家庭成员（包括23名15岁以下儿童）中，仅有6名幸存者。在柳树村，据信有150人被处决。在格洛戈瓦茨周围其他村庄的阿尔巴尼亚人、科索沃解放军成员、疑似科索沃解放军成员及其家属也被塞族部队处决。在格洛戈瓦茨，5月的5天里，大多数人被驱逐到马其顿边境。
在Čikatovo，根据战争罪行调查人员的说法，超过100名阿尔巴尼亚族人被处决并埋葬在一个集体坟墓里。
1999年6月15日，南斯拉夫部队在北约签署一项协议后撤出格洛戈瓦茨。

## 万人冢
2010年5月，在塞尔维亚的Rudnica村发现了一个葬有250具大屠杀遇难者尸体的万人坑。这些尸体是在1999年5月或6月初从德雷尼察的坟墓转移过来的。

## 纪念活动
2004年６月，波黑政府首次承认塞族军队当时犯下了大屠杀罪行。2010年３月，塞尔维亚议会通过一份决议，就大屠杀事件道歉。 2015年塞尔维亚总理亚历山大·武契奇出席纪念活动时遭遇当地民众抵制，他向一个死难者纪念碑敬献鲜花时遭到石头攻击而被迫撤离。